# غويهيرن (كامبريدجشير)
غويهيرن (بالإنجليزية: Guyhirn)‏ هي قرية تقع في المملكة المتحدة في إنجلترا.